# Antoni Pujadas i Mayans
Antoni Pujadas i Mayans (Igualada, 21 d'agost de 1812 - Barcelona, 28 d'abril de 1881) va ser un metge psiquiatre català, fundador, director i propietari del manicomi de Sant Boi de Llobregat. Va ser un dels principals introductors del model d'hospitalització privada que existien a l'estranger i de la teràpia amb treball i música.
Va ser nomenat cap superior d'Administració Civil i cavaller de les ordes de Carles III i d'Isabel la Catòlica. A Sant Boi de Llobregat actualment hi ha un carrer anomenat en honor seu, i a Igualada hi ha una placa a la plaça de la Font Vella, actual plaça del Pilar, indret on va néixer.

## Primers anys

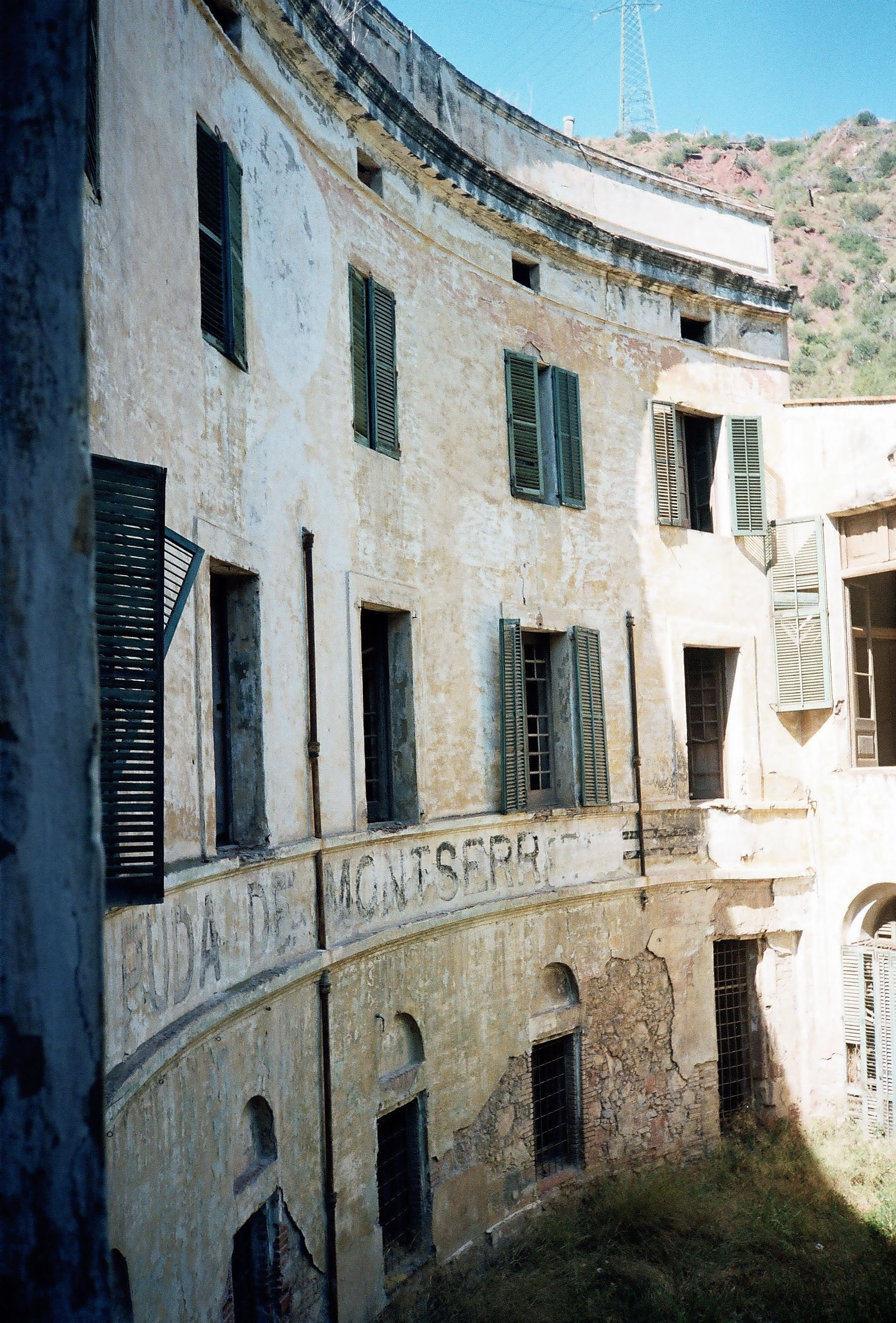
Façana del balneari de La Puda de Montserrat

Va néixer el 21 d'agost de l'any 1812 a la plaça de la Font Vella d'Igualada, fill de Domènec Pujadas Franch, galoner d'Igualada, i de Teresa Mayans Benet, de Barcelona. El mes de setembre de 1830 va sol·licitar començar la carrera de cirurgia mèdica, i finalitzà el cinquè curs l'any 1835, quan li faltava un any per obtenir el títol de metge, que finalment obtingué 13 anys més tard. Degut als conflictes polítics de la revolució de 1835 s'exilià alguns anys a Montpeller, París, Brussel·les, Edimburg i Londres. L'agost de 1844 retornà a Barcelona.
El 12 de març de 1845 va completar la compra dels dos edificis i terrenys del balneari de la Puda de Montserrat, amb la col·laboració del comerciant Josep Oriol Negrevernis, amb l'objectiu de renovar les instal·lacions, crear un nou balneari i un nou manicomi, i donar entrada a altres socis. Les previsions de negoci no es van complir, en part degut a la dificultat d'accés al balneari, ja que les faccions carlines feien insegurs els camins. Van sorgir molts conflictes entre els socis fins que la societat va ser finalment liquidada. Pujadas també va participar en la fundació del Banco de Castilla y Cataluña i va ser comissionista dels propietaris del Torín.
Entre 1846 i 1854 va fer escrits a premsa donant suport a les idees del Partit Progressista de Pascual Madoz, i es va presentar com a candidat en diverses eleccions.
L'any 1846 va obrir un establiment de banys de vapor terapèutics, situat a la Rambla Sant Josep, 70 i el va començar a publicitar. Va redactar una memòria on determinava els casos i condicions idònies per rebre banys de vapor com a remei. Va fundar el periòdic setmanal El Bañista, publicat a partir de 1848, com eina propagandística del seu establiment de banys. El juliol de 1848 va completar els últims exàmens que li faltaven per obtenir el títol de metge. L'estiu de 1850 va traslladar l'establiment de banys cap a un local més ampli del carrer Canuda, 26, on establí una casa de banys i a partir de 1852 també una casa de curació que acollia malalts mentals. Les queixes dels veïns, molestos pels crits dels malalts mentals, obligaren al Governador Civil de Barcelona, Melchor Ordóñez, a ordenar el 10 d'agost de 1853 el desnonament del centre, que operava sota el dissimulat nom de Neothermas.

## El manicomi de Sant Boi de Llobregat

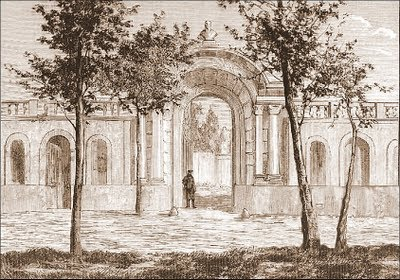
Façana i porta principal del Manicomi de Sant Boi (1873)

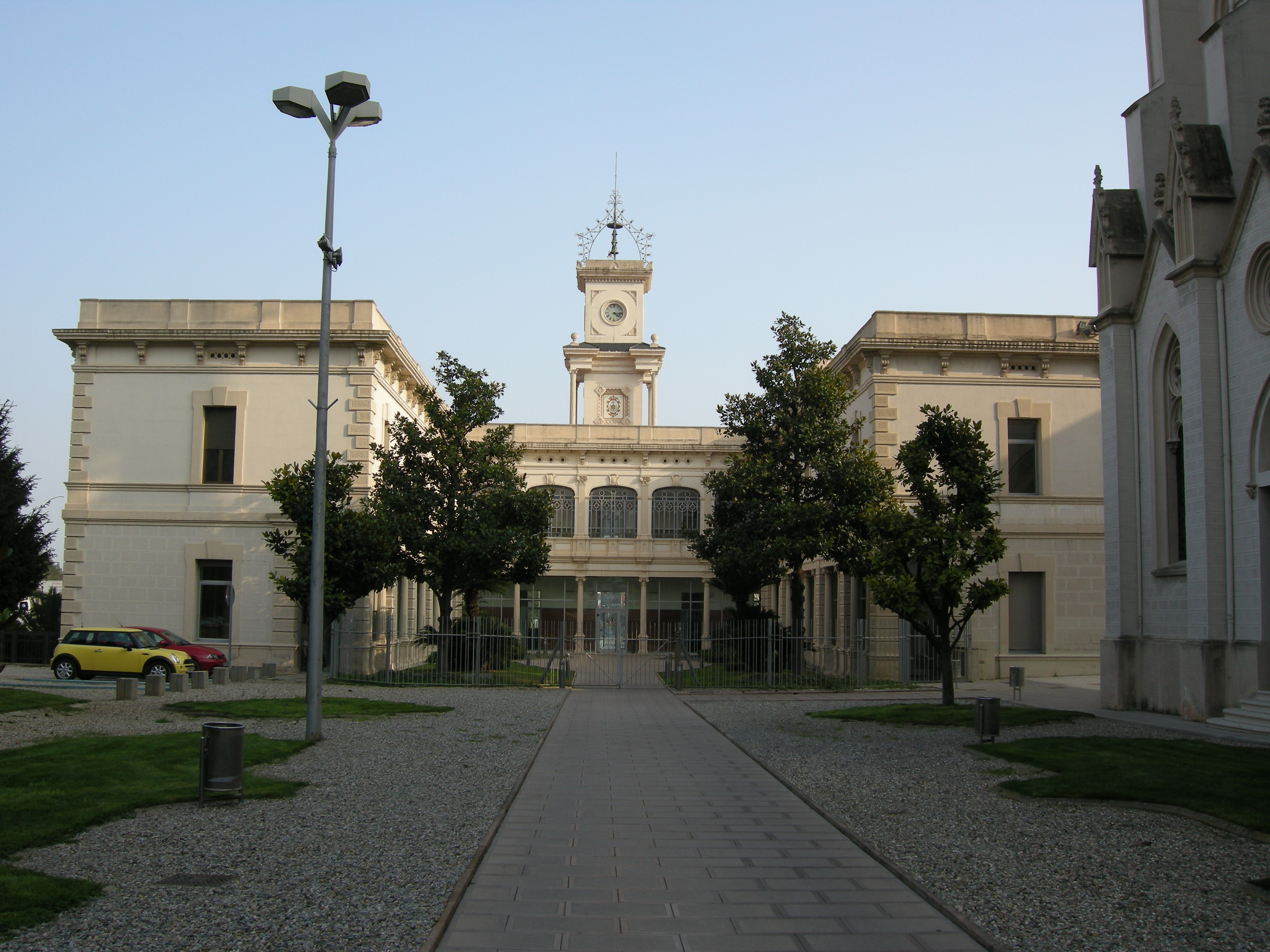
L'edifici actualment és la seu de la Cúria de la Província d'Aragó de l'Orde Hospitalari de Sant Joan de Déu)

L'agost de 1853, l'endemà del desnonament, Pujadas va traslladar 16 malalts mentals de l'establiment del carrer Canuda cap a un convent de servites abandonat a Sant Boi de Llobregat. Els frares havien deixat el convent l'any 1835 degut a la desamortització. Pujades volia fundar un manicomi sanatori que aportés innovacions a les formes d'assistència psíquica vigents en els centres de l'època com l'Hospital de la Santa Creu, bèstia negra de molts progressistes. Les obres de d'adaptació començaren el 21 d'agost de 1853, conduïdes per l'arquitecte Miquel Garriga i Roca. El 15 de febrer de 1854 el Doctor Pujadas adquirí el convent, els terrenys i un hort annex, propietats del Marquès de Santa Cruz.
El 20 de maig de 1854 el governador civil va aprovar el reglament del manicomi, on hi treballarien un metge, un practicant, un farmacèutic i un sacerdot. Cinc dies després s'inaugurà l'església. El centre incloïa una sala d'hidroteràpia per a cada sexe. Els monomaníacs tranquils i els convalescents estarien al pis superior, mentre que els agitats i amb tendència al suïcidi estarien als baixos. Els dormitoris tenien les parets protegides amb material tou. El centre disposava de camises de seguretat, cadires de subjecció, llits amb llaços i material de repressió adequat per evitar tractaments cruels.
El manicomi va ser inaugurat oficialment el 6 d'agost de 1854. Diverses autoritats, incloent l'alcalde de Barcelona i el governador civil, van partir del Saló de Cent de l'ajuntament de Barcelona. Per creuar el riu Llobregat va ser necessari passar-los a coll o sobre un cavall, degut a l'absència de pont o barca.
Pujadas col·laborà durant una epidèmia de còlera, l'any 1854, acollint malalts procedents de l'Hospital de la Santa Creu malgrat les males relacions existents entre els dos centres. L'any 1859 signà un acord amb els militars per acollir els malalts mentals procedents de l'exèrcit. L'any 1860 va emprendre un viatge en el qual visità manicomis de França, Anglaterra, Itàlia, Bèlgica, Suïssa, Holanda, Alemanya i Rússia, que li va permetre adquirir coneixements i establir amistats i relacions professionals. Després del viatge va crear a Sant Boi unitats per idiotes, epilèptics i persones grans.
El 9 de març de 1863 va ser condemnat a 7 anys de presó, per la detenció il·legal en el manicomi d'una dona amb diagnòstic incorrecte, fets succeïts dos anys abans. El 24 d'octubre d'aquell any va ser finalment declarat innocent.
El febrer de 1865 va començar a publicar La razón de la sinrazón, primera revista psiquiàtrica del país, que presentava articles de medicina i higiene, redactada, impresa i litografiada pels interns del manicomi com activitat que formava part del seu procés de curació. En la revista hi va col·laborar el doctor Pere Felip Monlau i Roca, entre d'altres. Després d'un període d'inactivitat, la revista va reaparèixer l'any 1879.

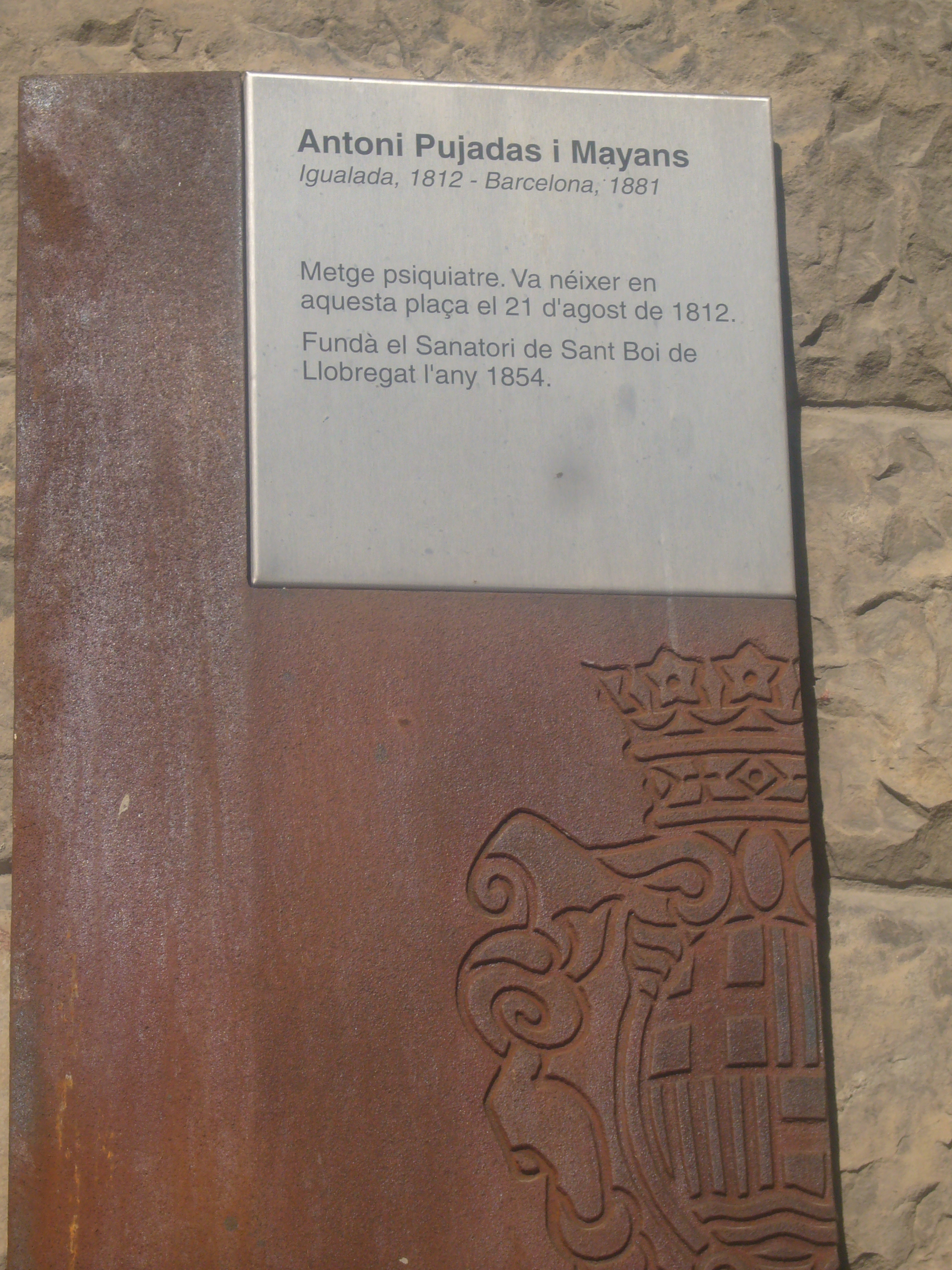
Placa a la plaça de la Font Vella d'Igualada, actual plaça del Pilar, indret on va néixer

Degut a problemes econòmics en la dècada de 1870 i 1880, el manicomi passà a ser administrat per creditors. En els seus últims anys de vida, Pujadas, ja malalt, amb prou feines podia gestionar el manicomi i els interns. Pujadas va morir el 28 d'abril de 1881 al seu domicili del carrer de Santa Anna, 17, de Barcelona.
El manicomi, heretat per Frederic Pujadas Estolt, va ser administrat pels creditors entre 1881 i 1895, i canvià de propietari diverses vegades. A finals del segle xix, l'Orde Hospitalari de Sant Joan de Déu, des d'Itàlia, i amb el lideratge del Pare Benet Menni, tractava de refondre la seva presència a Espanya, d'on va haver de marxar després de la segona desamortització de Mendizábal. L'Orde Hospitalari comprà el centre el 20 d'agost de 1895, aprofitant l'oferiment que els propietaris havien fet al Pare Menni.
Posteriorment el centre passà per moments difícils, dintre de les limitacions que patí l'assistència psiquiàtrica a Espanya en tot el segle xx. En el darrer quart del segle xx s'inicià una reforma amb la progressiva integració en el sistema sanitari.

## Obres publicades
- La Hidropatía (1850)
- El manicomio de San Baudilio de Llobregat o lecciones frenopáticas (1858)
- El manicomio de San Baudilio de Llobregat: Sucinta història de la ciencia mental (1872)